# Петрозаводский троллейбус
Петрозаводский троллейбус (карел. Petroskoin trolleibus, фин. Petroskoin johdinauto) — система троллейбусного транспорта города Петрозаводска, одна из самых северных троллейбусных систем в мире. Действует с 1961 года. Насчитывает 5 маршрутов.
Троллейбусная система эксплуатируется Петрозаводским муниципальным унитарным предприятием «Городской транспорт» (Московская улица, 14). В распоряжении предприятия имеется одно троллейбусное депо. Используются все троллейбусные направления, по которым возможен проезд троллейбуса.

## История

### Проектирование (1935—1941 годы)
Планы по созданию в Петрозаводске троллейбуса появились в 1934 году — по инициативе председателя Совета Народных Комиссаров Карельской АССР Э. А. Гюллинга наркоматом коммунального хозяйства РСФСР в пятилетний план жилищно-коммунального строительства Карельской АССР было включено строительство троллейбусной системы в городе Петрозаводске с общим объёмом капиталовложений в 260 тысяч рублей. В 1935 году: Генеральным планом планировки и социалистической реконструкции Петрозаводска, рассчитанным на 25—30 лет, предполагалось строительство двух троллейбусных линий: № 1 — от железнодорожного вокзала до проектируемого нового вокзала на Голиковке; № 2 — от промышленной зоны по проспекту Карла Маркса к Дому правительства до нового вокзала, а затем по проспекту Урицкого к промзоне. Осуществлению планов помешала вначале отсутствие необходимого количества медного провода, а после Великая Отечественная война.

### Проектирование (1945—1947 годы)
10 марта 1945 года Председателем Исполнительного комитета Петрозаводского городского Совета депутатов трудящихся Степановым и Секретарём Петрозаводского городского комитета Коммунистической Партии (большевиков) Карело-Финской ССР Юрием Андроповым в Генеральный план города внесена поправка: «считать основными видами городского транспорта на расчетный период не трамвай, а троллейбус и автобус».
- В 1945 году началась подготовка к строительству троллейбусной линии протяжённостью 7 километров: на эти цели было выделено 3 миллиона рублей. Строительство требовало асфальтирования многих магистралей города, ожидалось, что будет построен асфальто-бетонный завод, а само строительство троллейбусной линии изначально планировалось закончить в 1946 году[7].

26 декабря 1946 году исполнительный комитет Петрозаводского городского Совета депутатов трудящихся решением № 33/15 утвердил маршрут троллейбуса: Железнодорожный вокзал — Шоссе 1 Мая — Проспект Ленина — Улица Куйбышева — Площадь Кирова — Советский мост — Вытегорская улица — Проспект Урицкого — Улица Луначарского — Фабричная улица — Болотная улица — Хлебозавод.
Предполагалось два этапа строительства троллейбусной линии: первый этап — 1947—1948 гг. — постройка депо, тяговой подстанции № 2, увязка начала проспекта Ленина с запланированной в генплане Университетской площадью, реконструкция дорог от вокзала до пл. Кирова; второй этап 1949—1950 гг. — постройка подстанции № 1, реконструкция проездов по улице Вытегорской, проспекту Луначарского и ул. Болотной до хлебозавода.
Ожидалось, что все улицы и площади города, по которым будут проходить троллейбусы, будут покрыты брусчаткой. На организацию троллейбусного движения, мощение улиц и площадей, приобретение первых троллейбусов в 1947 году выделено около 1 миллиона рублей.
В 1947 году Совет Министров Карело-Финской ССР утвердил технический проект и смету на строительство первой очереди троллейбуса (проект был разработан трестом «Дортранспроект» Министерства коммунального хозяйства РСФСР, утверждён Исполнительным комитетом Петрозаводского городского Совета депутатов трудящихся и Управлением по делам архитектуры при Совете Министров Карело-Финской ССР, как внутригородской транспорт, наиболее приемлемый, как бесшумное, гигиеничное и мало загрязняющий уличные проезды"). Ожидалось, что к 1950 году будет введена трасса троллейбуса протяжением 7,7 километра, которая пройдет от Железнодорожного вокзала по шоссе Первого Мая, проспекту Ленина, улице Куйбышева, площади Кирова, Вытегорской улице, проспекту Урицкого. На месте деревянных мостов через Неглинку и Лососинку планировалось построить капитальные каменные мосты. Ожидалось, что на строительство первой очереди троллейбуса будет израсходовано около 12 миллионов рублей.

### Строительство троллейбусного депо (1947—1952 годы)
В 1947 году началось строительство троллейбусного депо с профилакторием, ремонтными мастерскими и закрытой стоянкой на Пролетарской улице на бывших площадях Петрозаводского мясокомбината. На строительстве депо работали немецкие военнопленные. В 1952 году строительство депо было закончено, однако создание собственно троллейбусной инфраструктуры задерживалось, поэтому в первое время депо действовало как автобусный парк.

### Строительство 1-й очереди маршрута № 1 (1960—1961 годы)
1 декабря 1960 года создана Дирекция строящегося троллейбусного транспорта, которая подчинялась Отделу коммунального хозяйства Исполнительного комитета Петрозаводского городского Совета депутатов трудящихся. Директором был назначен И. Я. Макаров
Весной 1961 года на улицах города начался монтаж контактной сети троллейбуса. Трасса маршрута была незначительно изменена от первоначального проекта: сделан заезд к новому железнодорожному вокзалу; разворот осуществлялся по улицам: Площадь Кирова — Вытегорская улица — Проспект Урицкого — Улица Луначарского — Площадь Кирова.

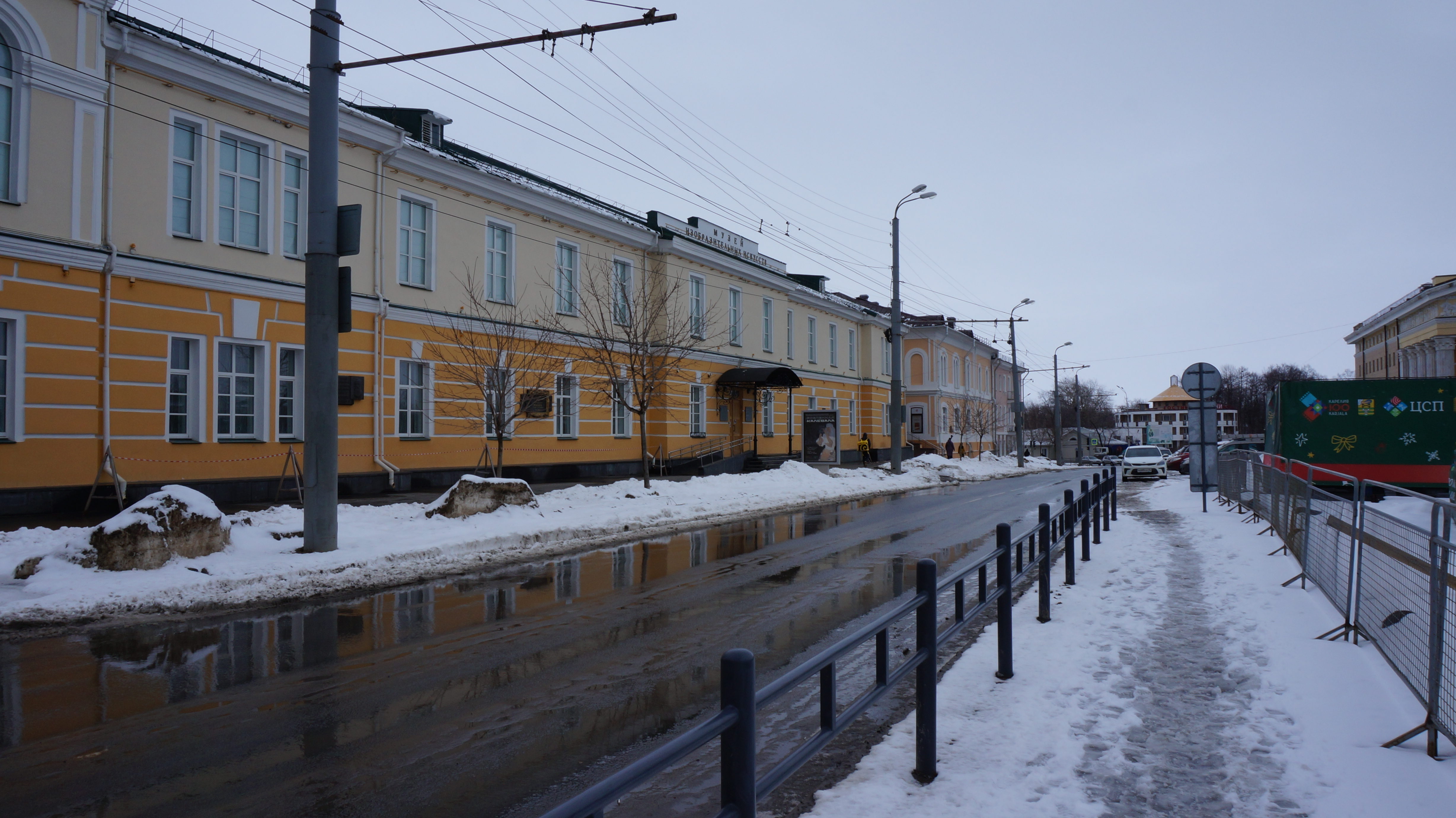
Троллейбусная линия по проспекту Карла Маркса.

Летом 1961 года в Петрозаводск поступили 10 троллейбусов марки «ЗиУ-5». Это были вагоны последней конструкции, которые имелись на тот момент только в Москве. Тогда же была принята порядковая нумерация троллейбусов, которая сохраняется до сих пор. Троллейбусы № 07 и 10 были приобретены за счёт средств, вырученных за сбор металлолома, собранного, соответственно, учащимися школ № 7 и 10. Первых водителей (35 человек) готовили в Ленинграде, а техников — в Энгельсе, на заводе-изготовителе троллейбусов. Первым начальником Управления троллейбуса был назначен И. Я. Макаров.
Первые троллейбусы вышли на улицы карельской столицы в августе 1961 года — тогда осуществлялись технические рейсы. Торжественное открытие троллейбусной системы состоялось 5 сентября 1961 года в 10 часов утра, после чего началось регулярное движение. Первыми пассажирами троллейбуса № 01 стали школьники, отличившиеся в деле сбора металлолома. Самыми первыми водителями троллейбуса № 01 были В. Ф. Никитин, В. П. Волнухин и Г. И. Июдин. Одной из первых кондукторов была Е. А. Афанасьева, возглавлявшая Общественный совет кондукторов. За четыре месяца 1961 года было перевезено около 2 450 000 пассажиров.
12 сентября 1961 года Постановлением Совета Министров Карельской АССР № 368 создано Управление троллейбуса, которое подчинялось Отделу коммунального хозяйства Исполнительного комитета Петрозаводского городского Совета депутатов трудящихся.

### Строительство 2-й очереди маршрута № 1 (1962 год)
После открытия первой очереди троллейбусного маршрута № 1 продолжалось строительство второй очереди протяжённостью 3,5 километра (Улица Луначарского — Улица Радищева — Улица Ригачина — Улица Чернышевского — Улица Луначарского). Открытие второй очереди состоялось 11 октября 1962 года и было приурочено к 45-й годовщине Великой Октябрьской Социалистической революции. На митинг, посвящённый открытию линии, состоявшийся возле завода «Металлист», пришли сотни петрозаводчан — тружеников завода «Металлист», трикотажной и мебельной фабрик и других промышленных предприятий этого района города.

### Строительство 3-й очереди маршрута № 1 (1963 год)
После открытия второй очереди троллейбусного маршрута № 1 продолжалось строительство третьей очереди (Улица Ригачина — Улица Онежской Флотилии — Северная Точка — Улица Онежской Флотилии — Улица Ригачина). Открытие троллейбусного движения состоялось в июне 1963 года, но, в связи с неудовлетворительным состоянием дороги, было прекращено через полмесяца и возобновлено через 3 месяца.

### Строительство маршрута № 2 (1964 год)
С окончанием строительства маршрута № 1 началось строительство новой, более чем пятикилометровой троллейбусной линии (Улица Антикайнена — Каменистая улица — Проспект Урицкого — Улица Луначарского — Площадь Кирова — Улица «Правды» — Проспект Урицкого — Каменистая улица — Улица Антикайнена). Строительство вели коллективы троллейбусного и электромонтажного управлений.
Открытие маршрута № 2 «Товарная контора — Площадь Кирова» состоялось 28 июня 1964 года в 05 часов 32 минуты и было приурочено к 20-летию освобождения Петрозаводска. Открыть движение по новому маршруту было предоставлено водителю троллейбуса № 06 Вячеславу Белову.

### Строительство линии по шоссе 1-го Мая — улице Шотмана (1965 год)
1 декабря 1965 года была открыта линия по шоссе 1 Мая от 2-го Привокзального проезда до улицы Мелентьевой и по улице Шотмана от улицы Мелентьевой до Товарной станция. По новому участку продлён маршрут № 2 и пущен новый маршрут № 3.

### Строительство 1-й очереди маршрута № 3 (1967 год)
Строительство 1-й очереди линии маршрута № 3 «Шоссе 1 Мая — Завод „Тяжбуммаш“» началось летом 1967 года.
1 ноября 1967 года вступила в эксплуатацию троллейбусная линия, соединившая центр города с Северной промзоной (Шоссе 1 Мая — Заводская улица — Шоссе 1 Мая). По новому участку продлён маршрут № 3, действовавший с 1965 года. Движение под звуки оркестра на троллейбусе № 67 открыл один из старейших водителей троллейбусного управления, ударник коммунистического труда А. Ф. Евдокимов.

### Строительство 2-й очереди маршрута № 3 (1969 год)
Строительство 2-й очереди маршрута № 3 «Завод „Тяжбуммаш“ — Соломенское шоссе» велось в 1969 году бригадой контактной сети Троллейбусного управления, которой руководил В. Д. Фатеев. В процессе строительства было установлено 60 металлических опор и 60 кронштейнов. Общая протяжённость нового пути — 1,100 метров..
Движение по новой линии открыто 3 декабря 1969 года в 05 часов 40 минут водителем Титковой. По новому участку продлён маршрут № 3.

### Строительство 1-й очереди маршрута № 4 (1975—1976 годы)
Строительство маршрута № 4 протяжённостью 4,8 километра (два участка: Курганская улица — Проспект Урицкого; Улица Кирова — Ленинградская улица — Октябрьский проспект) началось в 1975 году. Строительство велось электромонтёрами обслуживания сети под руководством бригадира РСУ Горремстройтреста Григория Яковлевича Чикулаева.
30 декабря 1975 года состоялся пробный технический рейс от площади Кирова по улице Куйбышева, проспекту Ленина, улице Кирова, Ленинградской улице до начала Октябрьского проспекта. На маршрут вышел троллейбус № 111 с плакатом «Даёшь 4-й маршрут!», пассажирами пробного рейса стали строители, монтажники, эксплуатационники, представители общественности. Право провести первый троллейбус было предоставлено секретарю комсомольской организации цеха эксплуатации, водителю-наставнику Геннадию Надеждину.
22 апреля 1976 года открылся маршрут № 4 «Курганская улица — Октябрьский проспект». Движение открыл водитель В. В. Агафонов. Его имя за досрочное выполнение плана и социалистических обязательств занесено в книгу Почёта Карельской АССР.

### Строительство 2-й очереди маршрута № 4 (1975—1976 годы)
В 1975 году началось строительство 2-й очереди маршрута № 4 по Октябрьскому проспекту: на всём протяжении проспекта были установлены опоры для контактной сети. В 1976 году строительство было приостановлено в связи с тем, что не была решена проблема по защите контактной сети от влияния линий ЛЭП.

### Строительство линии по Московской улице и набережной Варкауса (1978 год)
В 1978 году шло строительство линии от троллейбусного депо по Московской улице и набережной Варкауса.
Открытие линии состоялось 6 мая 1978 года. По новому участку был пущен новый маршрут № 2 «Московская улица — Площадь Гагарина».

### Строительство линии от площади Гагарина до Курганской улицы (1982 год)

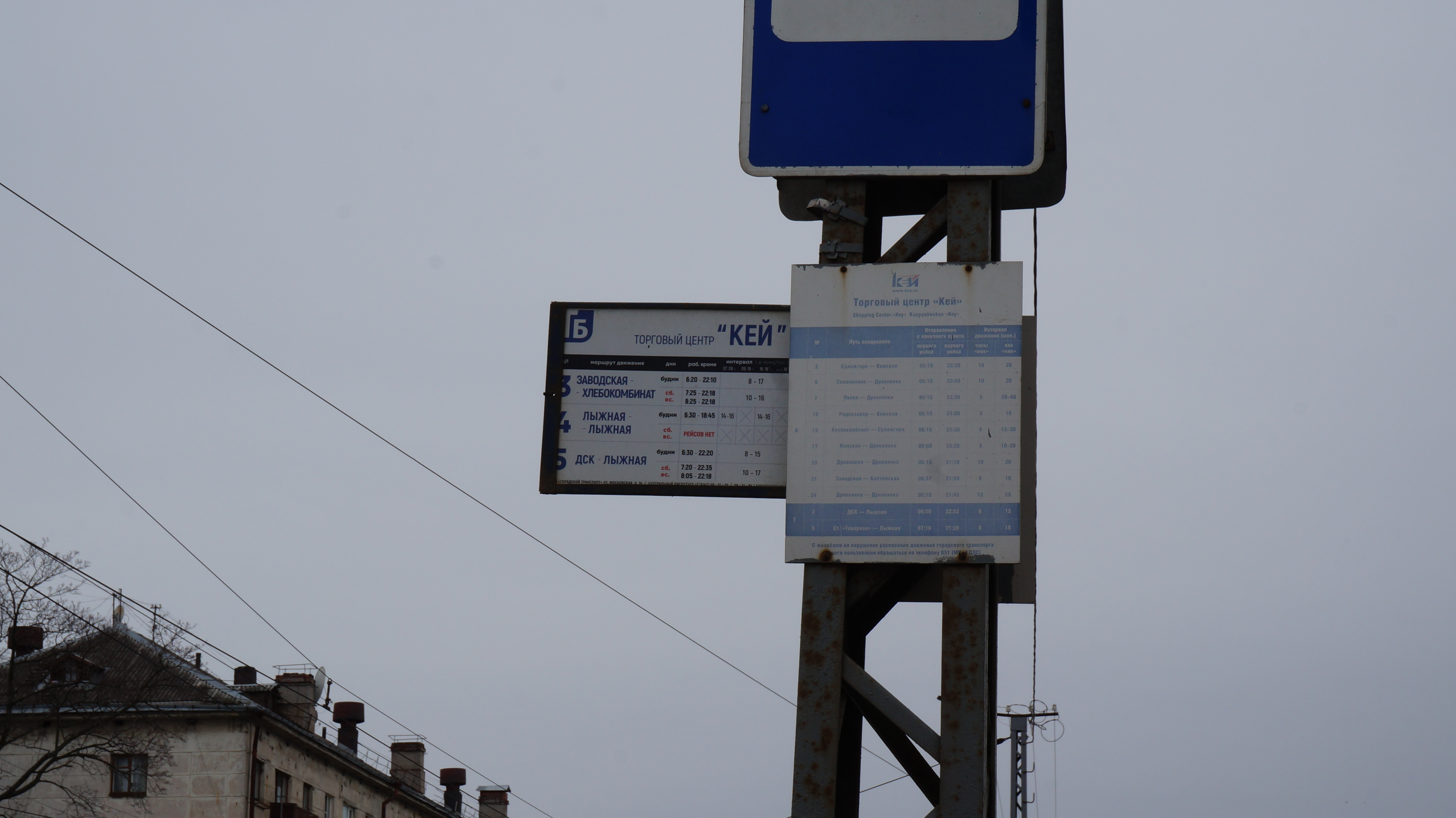
Остановочный аншлаг у ТЦ Кей на Красноармейской улице

В 1982 году шло строительство линии от площади Гагарина по Красноармейской улице до конечной станции «Курганская улица» (ныне угол Комсомольского проспекта и проспекта Александра Невского). По новому участку был пущен маршрут № 2.

### Строительство линии по Северной улице (1984 год)
10 июля 1984 года открыта линия по Первомайскому проспекту и Северной улице (конечная станция «Кинотеатр „Калевала“»). Строительство линии было связано с временным закрытием Первомайского проспекта на капитальный ремонт.

### Строительство 1-й очереди линии на Кукковку (1984 год)
В 1984 году шло строительство линии по Комсомольскому проспекту до улицы Ровио.
Открытие линии состоялось 25 июня 1984 года было приурочено к 40-летию освобождения Петрозаводска. В первый рейс троллейбус вёл водитель Владимир Борисович Васильев. По новому участку продлены действующие маршруты № 2 и 4.

### Строительство линии по набережной Варкауса и улице Зайцева (1984 год)
6 ноября 1984 года водитель-наставник В. П. Егоров совершил пробный рейс по новому участку троллейбусной линии протяженностью 2,6 километра (5,2 километра в обе стороны) по набережной Варкауса (от Московской улицы), улице Мелентьевой, улице Зайцева до Домостроительного комбината.
7 ноября 1984 года в 12:00 состоялось официальное открытие регулярного троллейбусного сообщения. Открытие линии было приурочено к 67 годовщине Октябрьской революции.
В Петрозаводске вступает в строй новый участок троллейбусной линии протяженностью 2,6 км (в две стороны 5,2) от улицы Московской до домостроительного комбината. Вчера совершил пробный рейс от ул. Московской по наб. Варкауса, ул. Мелентьевой, Зайцева до ДСК водитель-наставник, ударник коммунистического труда В. П. Егоров.

### Строительство 2-й очереди линии на Кукковку (1986 год)
После завершения 1-й очереди троллейбусной линии на Кукковку, строительство троллейбусного маршрута на Кукковке (Улица Ровио — Лыжная улица) продолжилось.
6 ноября 1986 года троллейбусом № 224 был совершён технический рейс до новой конечной станции на Лыжной улице. Открытие движения состоялось 7 ноября 1986 года и было приурочено к 69 годовщие Октябрьской революции. По новому участку продлены действующие маршруты № 2 и 4.

### Строительство маршрута № 5 (1994—1995 годы)
В 1994 году началось строительство троллейбусной линии по улице Калинина, Ключевскому шоссе, улице Репникова, улице Антонова до будущей улицы Корабелов. Будущий маршрут получил условный № 5.
Открытие нового маршрута, который получил № 6, состоялось 24 июня 1995 года в 8 часов 20 минут. Троллейбусы нового маршрута № 6 отправились от остановки «Улица Куйбышева», проследовали через площадь Кирова, улицу «Правды», проспект Урицкого, и далее по новой трассе. На Ключевой новый маршрут открыли мэр Петрозаводска Сергей Катанандов и директор Троллейбусного управления Андрей Афанасьев. В сторону центра «шестёрка» шла через улицы Мерецкова и Антикайнена. Открытие линии сопровождалось вводом в эксплуатацию диспетчерской «Улица Корабелов».

### Строительство маршрута № 7 (1990—1997 годы)
Ориентировочно в 1990 году началось строительство линии по Ключевой улице, Судостроительной улице до Кемской улицы. Новая линия получила условный № 7.
Открытие линии состоялось 29 июня 1997 года, приурочено к 294-летию Петрозаводска. По новому участку был продлён маршрут № 1. Открывали движение по новому маршруту троллейбусы № 290 и 293.
Открытие линии сопровождалось вводом в эксплуатацию диспетчерской «Кемская улица», в то же время была закрыта диспетчерская «Товарная станция» на улице Шотмана.

### Строительство 1 очереди депо № 2 (1988—1998 годы)
Ориентировочно в 1988 году началось строительство троллейбусного депо № 2 на Кургане. В связи с недостаточным финансированием, объект превратился в долгострой.
19 марта 1998 года мэром Петрозаводска Сергеем Катанандовым и директором Троллейбусного управления Андреем Афанасьевым была открыта 1-я очередь троллейбусного депо № 2. К депо была проложена контактная сети по Курганскому проезду.
Дальнейшее строительство было заморожено. В депо № 2 разместился цех капитального ремонта (ЦКР), в 2006 году в ЦКР была налажена сборка троллейбусов.
В 2007 году строительство 2-й очереди депо было включено в Программу развития города, однако так и не началось.
В 2011 году снята контактная сеть по Курганскому проезду и на территории депо. Само депо № 2 было отдано в аренду.

### Строительство маршрута № 8 (2003—2004 годы)
В 2003 году началось строительство троллейбусной линии по Лыжной улице. Новый маршрут получил условный № 8.
Новая линия была сдана в эксплуатацию 24 июня 2004 года в 14:00, открытие было приурочено к 60-летию освобождения Петрозаводска. По новому участку прошёл новый маршрут № 7. В целом, на строительство контактной сети ушло около трёх с половиной миллионов рублей.

### Проектирование маршрута № 6 на Древлянку (1988 год)
Строительство нового района Древлянка, самого крупного в городе, послужило основанием к проектированию новой троллейбусной линии. В 1988 году специалистами воронежского филиала московского проектного института «Гипрокоммундортранс» был спроектирован новый троллейбусный маршрут, который получил условный № 6.

### Строительство 1 этапа 1 очереди маршрута № 6 (1994—2001 годы)
Строительство маршрута № 6 на Древлянку началось в 1994 году, однако, из-за нехватки финансирования было прекращено в 1995 году. К этому времени была расширена улица Чапаева, установлены опоры для контактной сети.
Чуть позже строительство возобновилось. Так, по инициативе мэра города Андрея Дёмина, в 1999 году на строительство троллейбусного маршрута на Древлянку выделено 8 миллионов рублей. В конце 1990-х годов было построено Нижнее Чапаевское кольцо; в начале 2000-х годов расширена улица Шотмана; в 1998 году на Суоярвской улице построено здание подстанции. После выполнения указанных работ строительство в связи с нехваткой средств в городском бюджете было снова заморожено.

### Строительство 2 этапа 1 очереди маршрута № 6 (2005 год)
Второй этап работ по строительству троллейбусной линии на Древлянку начался в 2005 году. Из городского бюджета на завершение 1 очереди линии было выделено 11 миллионов рублей.
20 июня 2005 года троллейбус № 284 совершил технический рейс от площади Гагарина по улицам Шотмана и Чапаева до Верхнего Чапаевского кольца.
24 июня 2005 года в 12 часов дня на Верхнем Чапаевском кольце состоялось торжественное открытие новой линии. Открывал движение новый троллейбус № 334 марки «МТРЗ-5279» (водитель Владимир Анатольевич Козлов). По новому участку продлён маршрут № 1

### Строительство 2 очереди маршрута № 6 (2006 год)

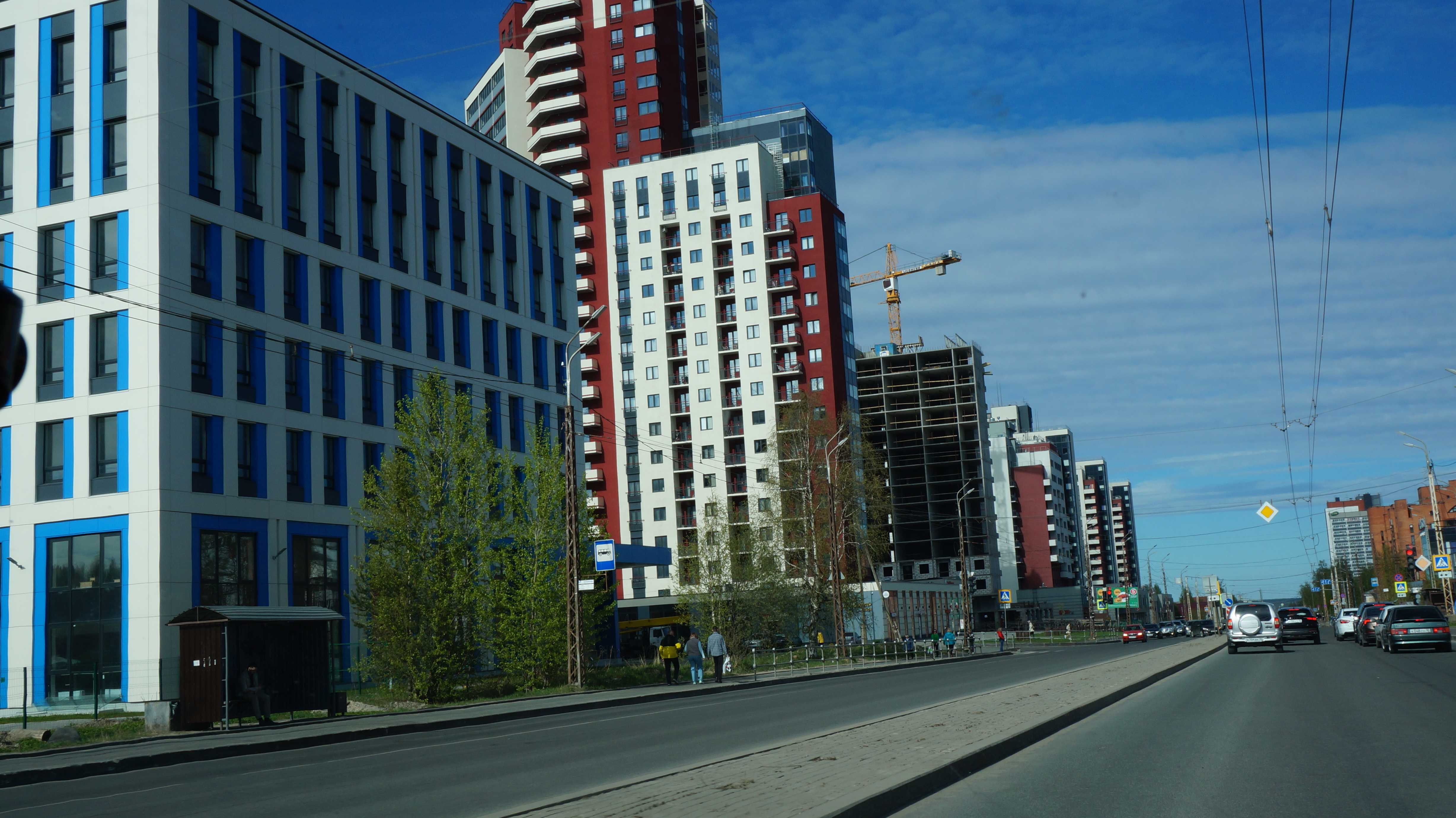
Троллейбусная линия по улице Чапаева

Строительство 2-й очереди (Лесной проспект — Лососинское шоссе — Лесной проспект) маршрута № 6 началось 21 февраля 2006 года. За время строительства 2-й очереди было установлено 83 опоры.
Торжественное открытие движения по новому участку состоялось 15 сентября 2006 года. По новому участку продлён маршрут № 1 и пущен маршрут № 8. Открывали движение троллейбусы петрозаводской сборки № 346 и 349.

### Строительство 3 очереди маршрута № 6 (2007 год)
17 мая 2007 года из городского бюджета были выделены 20 миллионов рублей для завершения строительства троллейбусной линии на Древлянку (по Лососинскому шоссе до улицы Хейкконена), после чего начались работы по установке опор для контактной сети.
5 октября 2007 года состоялось торжественное открытие новой линии. Первыми пассажирами стали мэр Петрозаводска Виктор Масляков, Глава Республики Карелия Сергей Катанандов, учащиеся средней школы № 46. По новому участку пущен новый маршрут № 10, а также продлены маршруты № 1 и 8.

### Строительство линии на Радиозавод (1998—1999 годы)

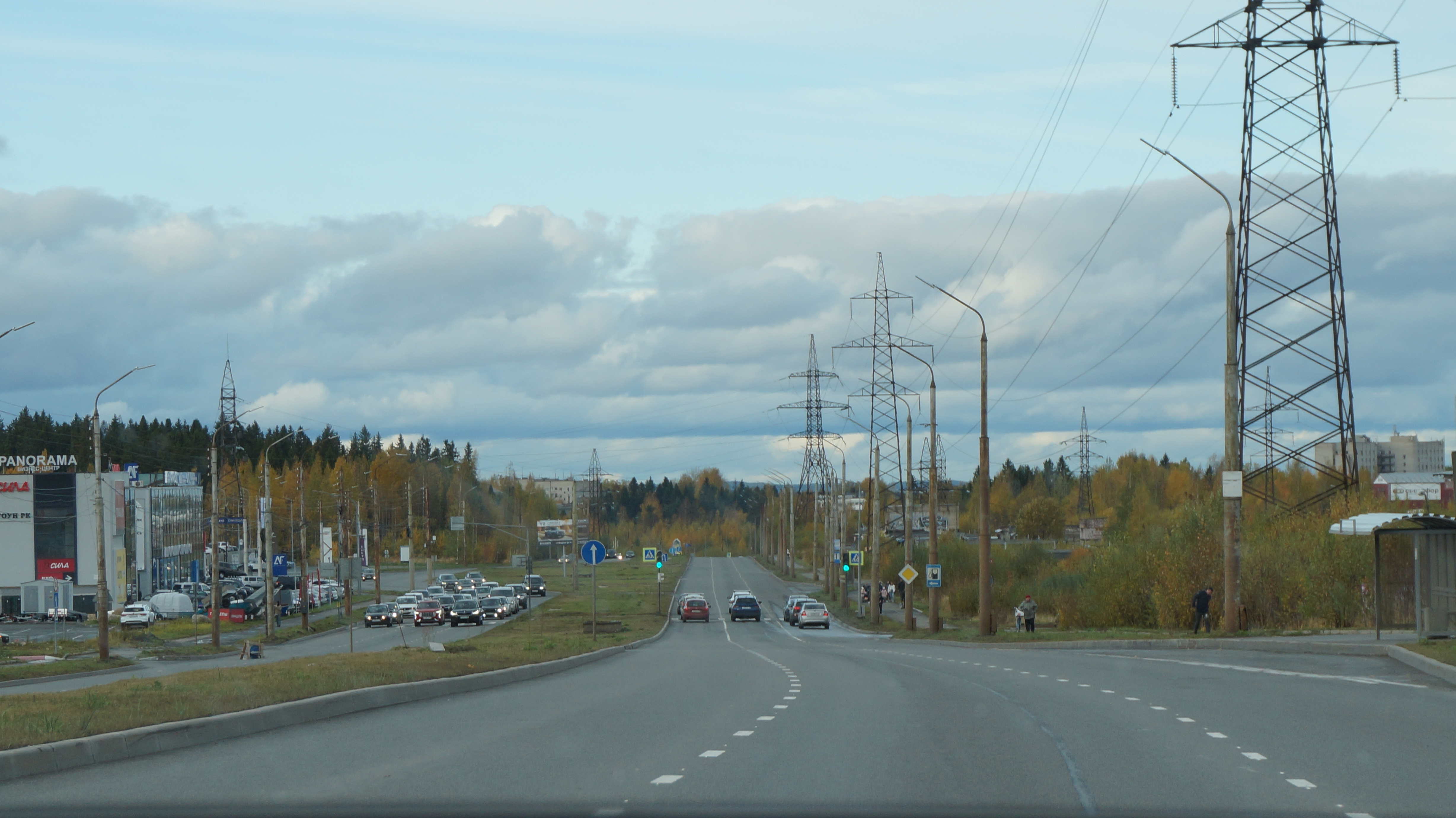
Недостроенная троллейбусная линия на Лесном проспекте в районе Радиозавода

В 1998—1999 году шло строительство Лесного проспекта в районе Радиозавода. Планировалось расширение дороги и строительство троллейбусной линии.
На проспекте от Верхнего Чапаевского кольца до Радиозавода установлены опоры для контактной сети, оборудованы остановочные пункты, обустроена конечная станция. После сдачи дороги в эксплуатацию строительство троллейбусной линии было заморожено.
В 2007 году строительство линии было включено в Программу развития города, однако так и не началось.

### Строительство 1 этапа линии «Древлянка — Кукковка» (2007—2012 годы)
В 2007 году началась реконструкция автодороги «Древлянка — Кукковка». Планировалось расширение дороги и строительство троллейбусной линии. В течение 2007—2008 годов строителями установлены опоры для контактной сети, после чего строительство троллейбусной линии было заморожено.
В 2010 году был реконструирован участок Карельского проспекта от Кукковского кольца до реки Лососинки. На данном участке были установлены опоры для троллейбусной контактной сети. В 2011 году продолжилось строительство данной дороги, завершившееся в 2012 году. Троллейбусные провода на этой дороге отсутствуют.

### Проектирование линии по Лососинскому шоссе до жилого района «Древлянка-II» (2007—2008, 2011—2012 годы)
В 2007 году администрация города объявила конкурс «Разработка проектной документации на строительство Лососинского шоссе от улицы Попова до 2-го транспортного полукольца в жилом районе „Древлянка-II“ (общегородская магистраль № 1) в городе Петрозаводске». Согласно генплану города, на этом участке дороги должна появиться троллейбусная линия. По итогам конкурса сумма контракта составила 3 миллиона 100 тысяч рублей. Проектирование продолжалось до 2008 года.
В 2011 году администрацией города объявлен новый конкурс на корректировку проектно-сметной документации на строительство Лососинского шоссе от улицы Попова до 2-го транспортного полукольца в жилом районе «Древлянка-II» (общегородская магистраль № 1). Стоимость контракта 1 миллион 229 тысяч рублей. В 2012 году должно было завершиться проектирование.

### Реконструкция линии на Лесном проспекте близ Верхнего Чапаевского кольца (2011 год)
В 2011 году была проведена реконструкция контактной сети на Лесном проспекте в направлении Верхнего Чапаевского кольца напротив гипермаркета «Сигма», что позволило с 18 октября того года ввести здесь остановку для троллейбусного транспорта

### Строительство линии на Гоголевском путепроводе (2017—2018 годы)

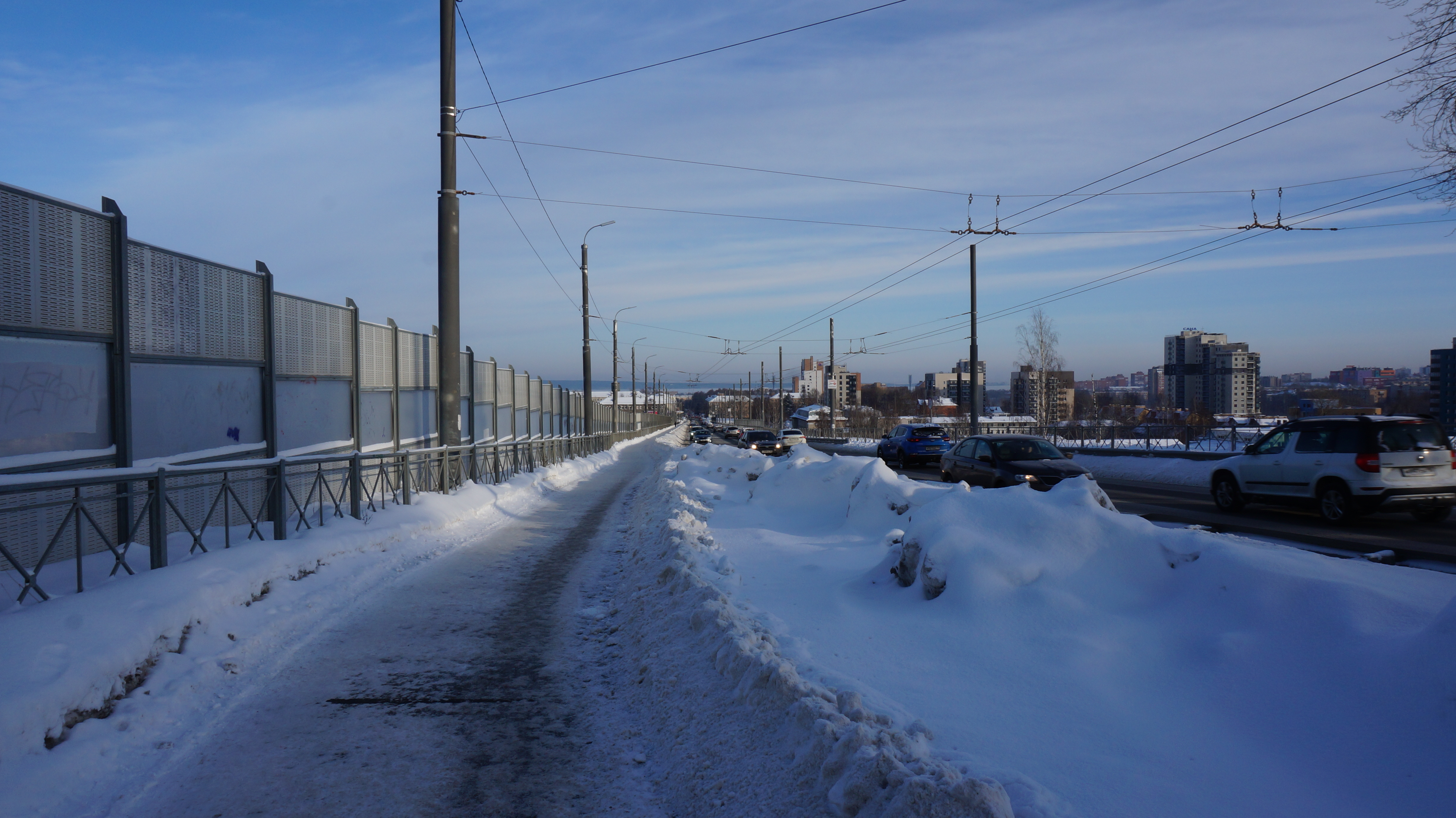
Троллейбусная линия по Гоголевскому мосту.

В 2017—2018 г. при реконструкции Гоголевского путепровода от Красноармейской улицы до улицы Черняховского протянута контактная сеть, соединена с основной сетью.
22 июня 2025 года по линии впервые прошёл троллейбус. 

### Реконструкция линии на ул. Кирова в районе моста через реку Неглинка (2020 год)
С 25 декабря 2017 года троллейбусное движение по ул. Кирова, ул. Ленинградской и наб. Варкауса до ул. Московской было прекращено по причине износа моста на ул. Кирова и ограничению разрешённого тоннажа транспортных средств при проезде моста на ул. Кирова. С июня по декабрь 2020 года мост был реконструирован с монтажом контактной сети с использованием полимерных изоляторов. В конце 2020 года возвращение троллейбуса было невозможно, так как мост не был введен в эксплуатацию.
С 1 февраля 2021 года троллейбусный маршрут 4 стал проходить по данному мосту. С 24 февраля — 5 маршрут.

### Строительство линии по ул. Куйбышева и Михаила Иссерсона (2021—2022 годы)
С мая 2021 года начата реконструкция ул. Куйбышева от проспекта Ленина до Неглинской набережной и строительство участка улицы Михаила Иссерсона от Неглинской набережной до площади Лениниградское кольцо с реконструкцией перекрёстка ул. Кирова, ул. Ленинградская и наб. Варкауса. В связи с данным строительством, 5 маршрут был перенаправлен через ул. Московскую, а 4 вовсе отменён.
По окончании строительства появилась контактная сеть на площади Ленинградское кольцо, ул. Михаила Иссерсона и ул. Куйбышева. Существует соединение линии с линией по ул. Кирова, наб. Варкауса, ул. Ленинградская, ул. Куйбышева, проспект Ленина. На данный момент участок линии «ул. Кирова — наб. Варкауса» эксплуатируется маршрутами 5, 6.

### Строительство линии по Лососинскому шоссе от улицы Хейкконена за улицу Чистую (2022—2023 годы)

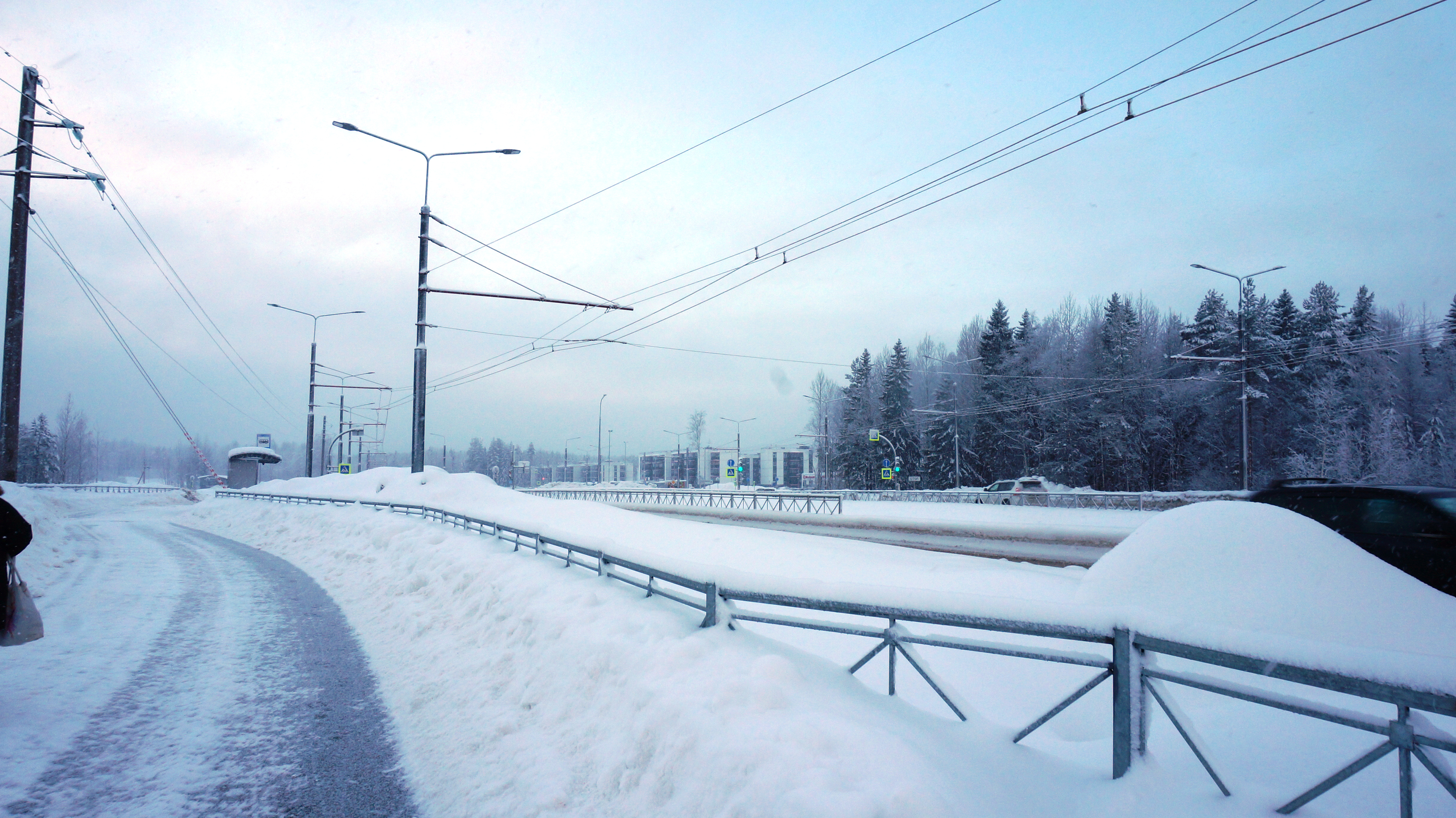
Троллейбусная сеть на участке Лососинского шоссе до открытия движения на Чистую улицу.

Летом 2022 года началась реконструкция Лососинского шоссе, в планах было построить троллейбусную ветку от к/ст. «улица Хейкконена» до новой к/ст. «улица Чистая». В ноябре 2023 года была завершена реконструкция шоссе, а в апреле 2024 года появилось соединение троллейбусной линии от улицы Хейкконена за улицу Чистую с существующей линией. В июне 2024 года объявлено о том, что по новой линии будут курсировать троллейбусы восьмого маршрута. 14 июня 2024 года прошло тестирование новой линии. С четвёртого июля 2024 до Чистой запущен временный маршрут 8а (открыт в связи с ремонтными работами на улице Шотмана), а с семнадцатого восстановлены маршруты 8 (уже до новой конечной) и 1 до Хейкконена. С первого сентября 2024 до улицы Чистой продлён и первый маршрут.

### Реконструкция линии по Лобановскому мосту (2024—н.в)
С 25 декабря 2017 года троллейбусное движение по Лобановскому мосту было приостановлено. 1 апреля 2024 года началась реконструкция моста, в результате чего контактная сеть была демонтирована. После реконструкции планируется восстановление движения троллейбусного транспорта.

### Реконструкция линии по ул. Шотмана от улицы Мелентьевой до Товарной станции (2025—н.в)
В мае 2025 года началось восстановление троллейбусной линии по улице Шотмана. Были модернизированы и установлены новые опоры. Планируется запуск через улицу маршрутов № 2 и № 5.

## Перспективы
В 2007 году принят Генеральный план города Петрозаводска, согласно которому до 2025 году новые троллейбусные линии должны были появиться:
- линия по Комсомольскому проспекту (участок от улицы Ровио до Кукковского кольца), Карельскому проспекту (участок от Кукковского кольца до реки Лососинки), Лесному проспекту (участок от реки Лососинки до Древлянского кольца)
- линия по Лососинскому шоссе (участок от проектируемого района «Древлянка-II» до проектируемого района «Древлянка-III»)
- линия по Ключевой улице (участок от Судостроительной улицы до улицы Корабелов)
- линия по Комсомольскому проспекту (участок от Кукковского кольца до проектируемого района Кукковка-III) и двум проектируемым улицам внутри района Кукковка-III
- линия по Лесному проспекту (участок от Верхнего Чапаевского кольца до конечной станции «Радиозавод»)
- линия по набережной Варкауса (участок от ул. Мелентьевой до ул. Достоевского).

## Троллейбусные парки и депо
- Троллейбусный парк № 1 — действует с 1949 года
- Троллейбусное депо № 2 — здания цеха использовались для капитально-восстановительного ремонта троллейбусов. Территория парка использовалась как база для автоколонны автобусов, принадлежащих троллейбусному управлению в период с 1998 года по 2011 год, а также стоянки отстранённых с линии троллейбусов. Не функционирует в связи со сдачей в аренду. Административное здание впоследствии передано ГУВД.

## Подвижной состав

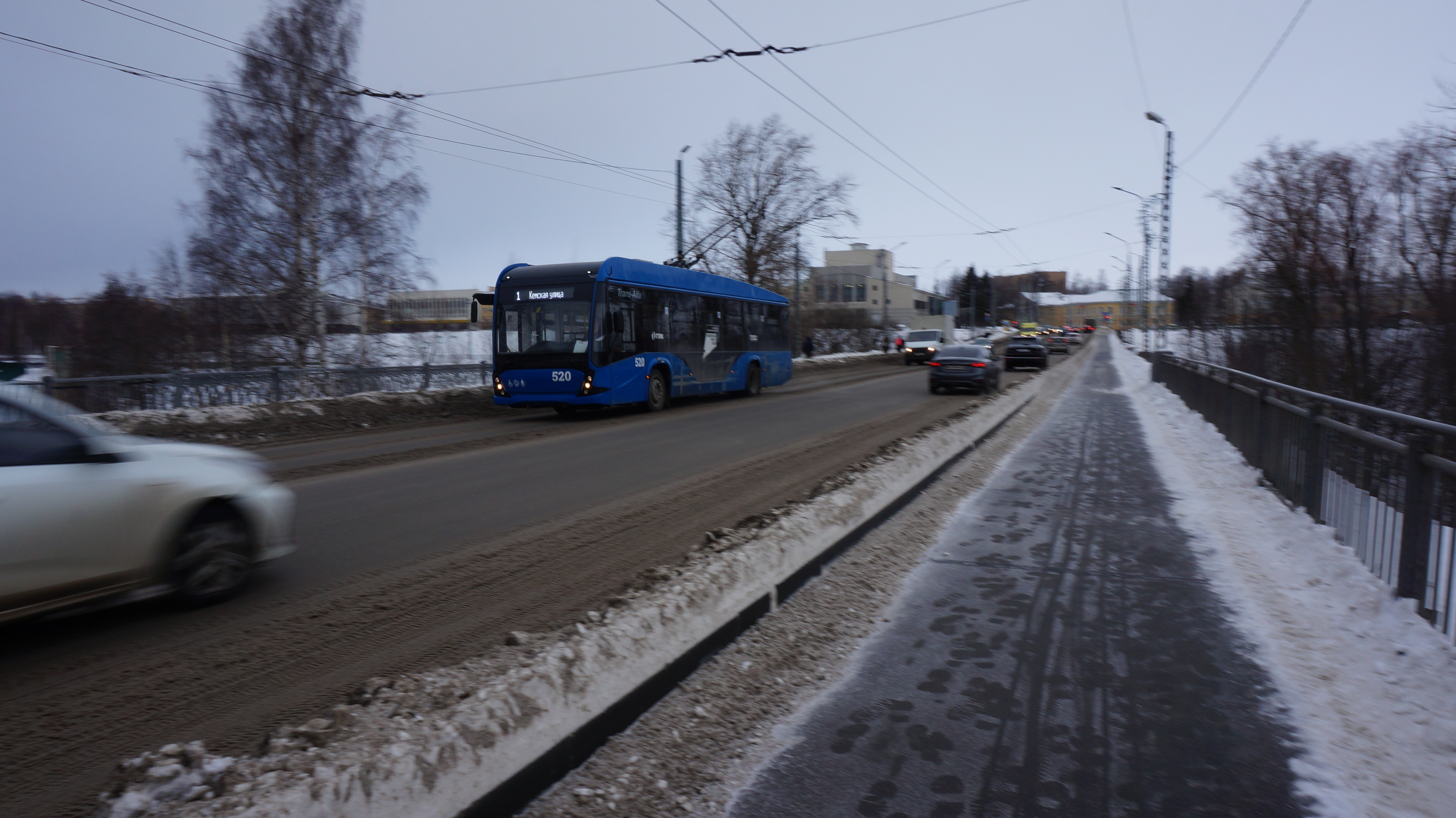
Троллейбус № 520 — один из партии 2024 года

## Операторы (перевозчики) троллейбусного движения
| Годы осуществления троллейбусных перевозок | Операторы (перевозчики) троллейбусного движения                                                                                                  |
| ------------------------------------------ | --- |
| 1961                                       | Дирекция строящегося троллейбусного транспорта                                                                                                   |
| с 1961 по 2004                             | Управление троллейбуса, Троллейбусное управление, МП «Троллейбусное управление», МУП «Троллейбусное управление», ПМУП «Троллейбусное управление» |
| с 2004 по 2010                             | ОАО «Троллейбусное управление города Петрозаводска»                                                                                              |
| с 2010                                     | ПМУП «Городской транспорт» |

## Подвижной состав[58]
| Модель                      | Нумерация                                                | Годы эксплуатации | Общее количество | Количество на февраль 2025 | Количество на август 2025 |
| --------------------------- | -------------------------------------------------------- | ----------------- | ---------------- | -------------------------- | ------------------------- |
| ЗиУ-5                       | 01—49                                                    | 1961—1977         | 49               | 0                          | 0                         |
| ЗиУ-5Г                      | 50—67                                                    | 1967—1981         | 18               | 0                          | 0                         |
| ЗиУ-5Д                      | 68—85                                                    | 1969—1981         | 18               | 0                          | 0                         |
| ЗиУ-682Б                    | 86—139, 141—150                                          | 1973—1990         | 64               | 0                          | 0                         |
| ЗиУ-682В                    | 151—202                                                  | 1979—1995         | 52               | 0                          | 0                         |
| КТГ-1                       | 140                                                      | 1977—1994         | 1                | 0                          | 0                         |
| ЗиУ-682В [В00]              | 203—246, 248                                             | 1985—2022         | 45               | 0                          | 0                         |
| ЗиУ-682В-012 [В0А]          | 247, 249—264                                             | 1985—2021         | 17               | 0                          | 0                         |
| ЗиУ-682В-013 [В0В]          | 265—272                                                  | 1990—2019         | 8                | 0                          | 0                         |
| ЗиУ-682Г [Г00]              | 273—319                                                  | с 1991            | 47               | 1 (учебный)                | 1 (учебный)               |
| ЗиУ-682Г-012 [Г0А]          | 320, 321, 323                                            | 1995—2021         | 3                | 0                          | 0                         |
| ВМЗ-170                     | 322, 325, 382, 393                                       | 2000—2023         | 4                | 0                          | 0                         |
| ВЗТМ-5284                   | 324, 326—333, 335, 379, 403, 405, 406, 411, 412          | с 2003            | 16               | 3 (один из них учебный)    | ↘2 (один из них учебный)  |
| МТрЗ-5279-0000012           | 334                                                      | 2005—2022         | 1                | 0                          | 0                         |
| ЛиАЗ-5280 (ВЗТМ)            | 336—345, 347, 348, 350—357, 359                          | 2005—2024         | 21               | 0                          | 0                         |
| ЛиАЗ-5280.02 (ПТ)           | 346, 349                                                 | 2006—2008         | 2                | 0                          | 0                         |
| ЛиАЗ-5280                   | 362—367, 369                                             | 2009—2025         | 7                | 3                          | ↘0                        |
| ЗиУ-682Г-016.02             | 358, 360, 361, 372—376                                   | с 2009            | 8                | ↗6                         | 6 (один из них учебный)   |
| ПТ-6231 (МАЗ-103Т)          | 368                                                      | 2010—2022         | 1                | 0                          | 0                         |
| ВМЗ-5298.01-50 «Авангард»   | 370, 371, 409, 413, 415, 417—428, 430, 432, 452, 501—527 | с 2012            | 46               | ↗46                        | 46                        |
| БТЗ-52768Т                  | 377, 378                                                 | с 2018            | 2                | 2                          | 2                         |
| ВМЗ-5298-23-01              | 380                                                      | 2018—2021         | 1                | 0                          | 0                         |
| ВМЗ-5298-020                | 385                                                      | 2018—2023         | 1                | 0                          | 0                         |
| МТрЗ-6223-0000010           | 381, 383, 384, 386, 395, 397, 399, 402, 404              | 2018—2025         | 9                | 2                          | ↘0                        |
| МТрЗ-52791 «Садовое Кольцо» | 387—392, 394, 396, 398, 400                              | 2020—2022         | 10               | 0                          | 0                         |
| ВМЗ-52981                   | 401, 410, 431, 440                                       | с 2021            | 4                | 2                          | 2                         |
| ПТЗ-5283                    | 407                                                      | 2021—2023         | 1                | 0                          | 0                         |
| ВМЗ-5298.00 (ВМЗ-375)       | 408, 416                                                 | 2021—2022         | 2                | 0                          | 0                         |
| ВМЗ-5298-20                 | 414                                                      | 2021—2022         | 1                | 0                          | 0                         |
| БКМ-321                     | 427, 429, 434, 436, 438                                  | с 2022            | 5                | 5                          | 5                         |
| ВМЗ-5298-22                 | 433, 442                                                 | с 2023            | 2                | 2                          | 2                         |
| Тролза-5275.03 «Оптима»     | 443, 454                                                 | с 2023            | 2                | 2                          | 2                         |
| ВМЗ-5298.01 (ВМЗ-463)       | 435, 437, 439, 441, 444, 446, 448, 450                   | с 2023            | 8                | 8                          | 8                         |
| Итого                       | 01 — 444, 446, 448, 450, 452, 454, 501—527               | с 1961            | 476              | ↗82                        | ↘76                       |

## Маршрутная сеть

### Действующие маршруты
Список маршрутов на 15 августа 2025 года:
- Маршрут № 1. к/ст. «Завод „Авангард“» — ул. Онежской Флотилии — ул. Ригачина — ул. Чернышевского (в обратном направлении: ул. Радищева) — ул. Луначарского — пр. Александра Невского — ул. Правды — пл. Кирова — ул. Куйбышева — пр. Ленина — пл. Гагарина — ул. Шотмана — ул. Чапаева — Лесной пр. — Лососинское шоссе — к/ст. «Чистая улица»[59][60].
- Маршрут № 3. к/ст. «Хлебокомбинат» — ул. Чернышевского (в обратном направлении: ул. Радищева) — ул. Луначарского — пр. Александра Невского — пр. Комсомольский — ул. Красноармейская — пл. Гагарина — пр. Ленина — ул. Антикайнена — пр. Первомайский — ул. Заводская — к/ст. «Заводская улица»[61].
- Маршрут № 4. к/ст. «Улица Корабелов» — ул. Корабелов — ул. Антонова — ул. Репникова — ш. Ключевское — ул. Лыжная — ул. Ровио — пр. Комсомольский — пр. Александра Невского — ул. Луначарского — ул. Фаддеевская — пр. Карла Маркса — (в обратном направлении: ул. Правды) — ул. Куйбышева — пр. Ленина — ул. Кирова — пл. Ленинградское кольцо (в обратном направлении: пл. Ленинградское кольцо — ул. Ленинградская — Нововосточная пл. — ул. Ленинградская — пл. Ленинградское кольцо) — наб. Варкауса — ул. Московская — пр. Первомайский — ул. Краснофлотская (в обратном направлении: ул. Степана Разина) — к/ст. «Товарная станция»[62].
- Маршрут № 5. к/ст. «Лыжная улица» — ул. Лыжная — ул. Ровио — пр. Комсомольский — ул. Красноармейская — пл. Гагарина — пр. Ленина — ул. Кирова — пл. Ленинградское кольцо — наб. Варкауса — ул. Мелентьевой — ул. Зайцева — к/ст. «ДСК»[63]. Идентичен приостановленному маршруту № 2.
- Маршрут № 7. к/ст. «Улица Корабелов» — ул. Корабелов — ул. Антонова — ул. Репникова — ш. Ключевское — ул. Калинина — пр. Александра Невского — ул. Правды — ул. Куйбышева — пр. Ленина — пл. Гагарина — ул. Шотмана — ул. Чапаева — Лесной пр. — Лососинское шоссе — к/ст. «Чистая улица»[64][65].
- Маршрут № 8. к/ст. «Заводская улица» — Заводская ул. — Первомайский пр. — ул. Антикайнена — пр. Ленина — пл. Гагарина — ул. Шотмана — ул. Чапаева — Лесной пр. — Лососинское шоссе — к/ст. «Чистая улица»[66].

### Приостановленные маршруты
- Маршрут № 2 к/ст. «Лыжная улица» — ул. Лыжная — ул. Ровио — пр. Комсомольский — ул. Красноармейская — пл. Гагарина — пр. Ленина — ул. Кирова — наб. Варкауса — ул. Мелентьевой — ул. Зайцева — к/ст. «ДСК». Приостановлен на неопределенный срок 13 июня 2018 года[67].
- Маршрут № 6. к/ст. «Улица Корабелов» — ул. Корабелов — ул. Антонова — ул. Репникова — ш. Ключевское — ул. Калинина — пр. Александра Невского — ул. Луначарского — ул. Фаддеевская — пр. Карла Маркса — (в обратном направлении: ул. Правды) — ул. Куйбышева — пр. Ленина — ул. Кирова — пл. Ленинградское кольцо (в обратном направлении: пл. Ленинградское кольцо — ул. Ленинградская — Нововосточная пл. — ул. Ленинградская — пл. Ленинградское кольцо) — наб. Варкауса — ул. Московская — пр. Первомайский — ул. Краснофлотская (в обратном направлении: ул. Степана Разина) — к/ст. «Товарная станция»[62][68]. Приостановлен с 15 августа 2025 года до открытия Лобановского моста.
- Маршрут № 7А. к/ст. «Улица Корабелов» — ул. Корабелов — ул. Антонова — ул. Репникова — Ключевское шоссе — ул. Лыжная — к/ст. «Лыжная улица». В обратном направлении: к/ст. «Лыжная улица» — Лыжная ул. — ул. Ровио — Комсомольская ал. — Комсомольский пр. — ул. Ровио — ул. Лыжная — Ключевское шоссе — ул. Репникова — ул. Антонова — к/ст. «Улица Корабелов»[69][70]. Приостановлен с 24 мая 2025 года[71].

### Закрытые маршруты
- Маршрут № 1А. Троллейбусное управление — Завод «Авангард».
- Маршрут № 2А. Улица Ровио — Площадь Гагарина.
- Маршрут № 3А. Заводская улица — Улица Ровио.
- Маршрут № 4А. Улица Ровио — Машиностроительный колледж.
- Маршрут № 5А. Лыжная улица — Площадь Гагарина.
- Маршрут № 6А. Улица Корабелов — Улица Корабелов (кольцевой).
- Маршрут № 8А. Автовокзал — ул. Чистая.
- Маршрут № 9. Улица Корабелов — пл. Жукова (кольцевой).
- Маршрут № 10. Улица Хейкконена — Улица Хейкконена.
- Экскурсионный маршрут. Кинотеатр «Победа» — Кинотеатр «Победа» (кольцевой).

## Тариф
| Дата       | Стоимость общего разового билета |  | Дата       | Стоимость общего разового билета |  | Дата       | Стоимость общего разового билета |  | Дата       | Стоимость общего разового билета |
| 05.09.1961 | 0 рублей 04 копейки              |  | 01.03.1995 | ▲ 500 рублей 00 копеек           |  | 01.02.2006 | ▲ 8 рублей 00 копеек             |  | 01.01.2016 | ▲ 17 рублей 00 копеек            |
| 02.04.1991 | ▲ 0 рублей 15 копеек             |  | 1996       | ▲ 1000 рублей 00 копеек          |  | 11.02.2007 | ▲ 10 рублей 00 копеек            |  | 01.01.2017 | ▲ 20 рублей 00 копеек            |
| 1992       | ▲ 0 рублей 30 копеек             |  | 01.01.1998 | 1 рубль 00 копеек                |  | 01.07.2008 | ▲ 12 рублей 00 копеек            |  | 01.01.2018 | ▲ 25 рублей 00 копеек            |
| 18.06.1992 | ▲ 0 рублей 60 копеек             |  | 1998       | ▲ 1 рубль 50 копеек              |  | 11.01.2010 | ▲ 15 рублей 00 копеек            |  | 01.07.2022 | ▲ 30 рублей 00 копеек            |
| 16.11.1992 | ▲ 1 рубль 20 копеек              |  | 01.06.1999 | ▲ 2 рубля 50 копеек              |  | 01.05.2010 | ▼ 10 рублей 00 копеек            |  | 01.01.2023 | ▲ 38 рублей 00 копеек            |
| 01.01.1993 | ▲ 3 рубля 00 копеек              |  | 01.07.2000 | ▲ 3 рубля 00 копеек              |  | 01.06.2011 | ▲ 12 рублей 00 копеек            |  | 01.07.2024 | ▲ 40 рублей 00 копеек            |
| 1994       | ▲ 50 рублей 00 копеек            |  | 01.04.2001 | ▲ 4 рубля 00 копеек              |  | 01.01.2013 | ▲ 17 рублей 00 копеек            |  |            |                                  |
| 15.05.1994 | ▲ 100 рублей 00 копеек           |  | 01.07.2001 | ▲ 5 рублей 00 копеек             |  | 01.01.2014 | ▼ 10 рублей 00 копеек            |  |            |                                  |
| 01.12.1994 | ▲ 300 рублей 00 копеек           |  | 01.01.2003 | ▲ 6 рублей 00 копеек             |  | 01.05.2015 | ▲ 15 рублей 00 копеек            |  |            |                                  |

## Прочее
- С 1958 по 1978 год в Петрозаводске существовала Троллейбусная улица. Хотя троллейбус по ней не ходил, она находилась рядом с троллейбусным парком, отчего и получила своё название[72]. С 2019 года данное название присвоено участку от Курганского проезда до улицы Ветеранов из-за находящегося рядом территории второго троллейбусного парка.
- Несколько раз кондукторы в петрозаводских троллейбусах отменялись.
- Помимо разовых билетов в петрозаводских троллейбусах используются месячные проездные билеты (некоторое время — ежедневные и на 2 поездки).
- До 2014 года на моделях ЗиУ-682 и ВЗТМ-5284 были маршрутные книжки на бортах над задним мостом.
- Документы и фотографические материалы по истории петрозаводского троллейбуса за 1951, 1961—2007 гг. находятся на хранении в фонде «Петрозаводское муниципальное унитарное предприятие „Троллейбусное управление“» Муниципального архива г. Петрозаводска[73].